# Адстрат
Адстра́т — ознаки мовної системи, що виявляють тривалий вплив однієї мови на іншу в процесі контактування різних етносів. Адстратні явища утворюють своєрідний прошарок між двома самостійними мовами. На відміну від субстрату і суперстрату адстрат не засвідчує поглинання однієї мови іншою, тобто означає таке контактування мов, що не призводить до етнічної асиміляції.
Термін уперше вжив італійський лінгвіст М. Бартолі у розвідці «Субстрат, суперстрат, адстрат» (1939).
Типовий приклад адстрата — формально або типологічно близькі явища, що виникли в українській мові внаслідок впливу на неї польської, і відповідні явища, що утворилися в польській мові як результат впливу на неї української.